# Ana Maria Gonçalves
Ana Maria Gonçalves   (Ibiá, 13 de febrer de 1970) és una escriptora brasilera.
Va néixer a Ibiá, Minas Gerais (Brasil). Gonçalves va ser professora d'anglès i després publicista a São Paulo. El 2002, va decidir continuar escrivint a temps complet. Més tard, aquell mateix, any va publicar la seva primera novel·la, Ao lado e à margem do que sentes por mim (Al costat i al límit del que sents per mi). El 2006, va publicar la novel·la Um defeito de cor (Un defecte de color). Va rebre el Premi Casa de las Américas per la categoria de literatura brasilera el 2007. El 2009 va ser inclosa en una llista publicada pel diari O Globo dels millors llibres brasilers de la dècada anterior. Els seus contes s'han inclòs en antologies publicades a Portugal i Itàlia.
Gonçalves va ser escriptora resident a la Universitat de Tulane el 2007, a la Universitat Stanford el 2008, i al Middlebury College el 2009. Des del 2019 viu a Nova Orleans.